# Брі-Конт-Робер
Брі-Конт-Робе́р (фр. Brie-Comte-Robert) — муніципалітет у Франції, у регіоні Іль-де-Франс, департамент Сена і Марна. Населення — 19 213 осіб (01.01.2021).
Муніципалітет розташований на відстані близько 27 км на південний схід від Парижа, 18 км на північ від Мелена.

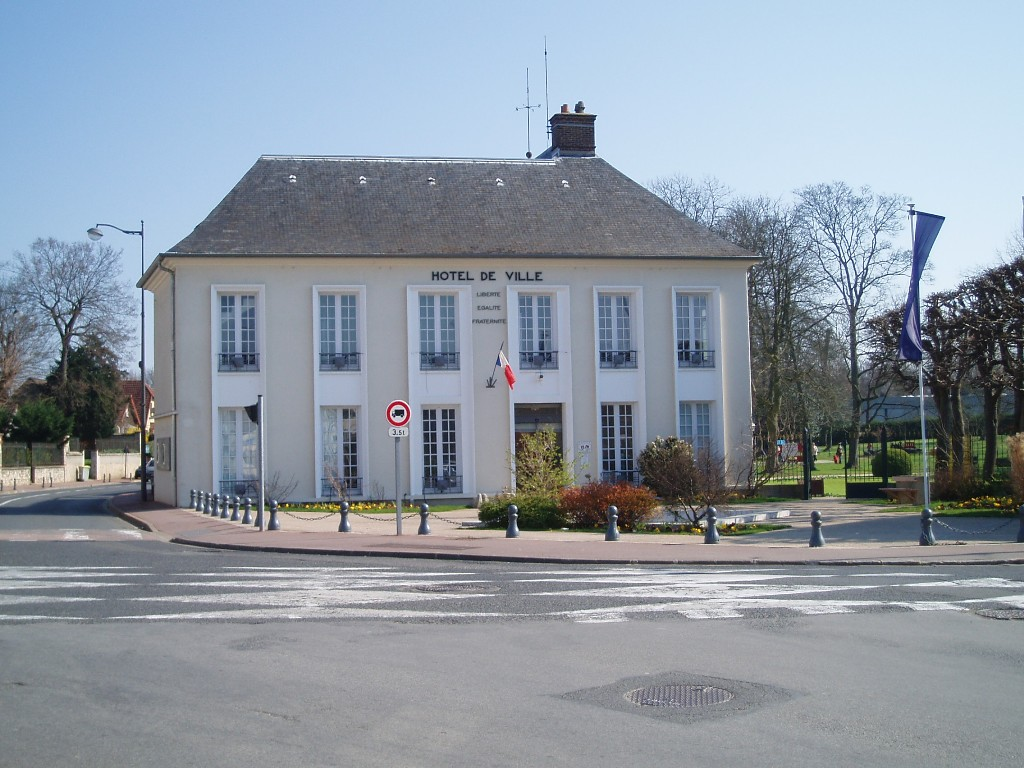

## Демографія
Динаміка населення ( ):
Розподіл населення за віком та статтю (2006):
| Стать | Всього | До 15 років | 15-24 | 25-44 | 45-64 | 65-85 | Понад 85 |
| --- | ------ | ----------- | ----- | ----- | ----- | ----- | -------- |
| Чоловіки | 7165   | 1460        | 1138  | 2253  | 1702  | 567   | 45       |
| Жінки | 7788   | 1480        | 1107  | 2232  | 1850  | 909   | 210      |
| \| Статево-вікова піраміда \| Статево-вікова піраміда \| Статево-вікова піраміда \| \| ----------------------- \| ----------------------- \| ----------------------- \| \| Чоловіки \| Вік \| Жінки \| \| 45 \| 85 + \| 210 \| \| 78 \| 80-84 \| 179 \| \| 108 \| 75-79 \| 167 \| \| 195 \| 70-74 \| 261 \| \| 186 \| 65-69 \| 302 \| \| 316 \| 60-64 \| 299 \| \| 470 \| 55-59 \| 523 \| \| 473 \| 50-54 \| 500 \| \| 443 \| 45-49 \| 528 \| \| 527 \| 40-44 \| 548 \| \| 565 \| 35-39 \| 531 \| \| 584 \| 30-34 \| 577 \| \| 577 \| 25-29 \| 576 \| \| 510 \| 20-24 \| 577 \| \| 628 \| 15-20 \| 530 \| \| 449 \| 10-14 \| 455 \| \| 489 \| 5-9 \| 498 \| \| 522 \| 0-4 \| 527 \| |        |             |       |       |       |       |          |
| Статево-вікова піраміда |        |             |       |       |       |       |          |
| Чоловіки | Вік    | Жінки       |       |       |       |       |          |
| 45 | 85 +   | 210         |       |       |       |       |          |
| 78 | 80-84  | 179         |       |       |       |       |          |
| 108 | 75-79  | 167         |       |       |       |       |          |
| 195 | 70-74  | 261         |       |       |       |       |          |
| 186 | 65-69  | 302         |       |       |       |       |          |
| 316 | 60-64  | 299         |       |       |       |       |          |
| 470 | 55-59  | 523         |       |       |       |       |          |
| 473 | 50-54  | 500         |       |       |       |       |          |
| 443 | 45-49  | 528         |       |       |       |       |          |
| 527 | 40-44  | 548         |       |       |       |       |          |
| 565 | 35-39  | 531         |       |       |       |       |          |
| 584 | 30-34  | 577         |       |       |       |       |          |
| 577 | 25-29  | 576         |       |       |       |       |          |
| 510 | 20-24  | 577         |       |       |       |       |          |
| 628 | 15-20  | 530         |       |       |       |       |          |
| 449 | 10-14  | 455         |       |       |       |       |          |
| 489 | 5-9    | 498         |       |       |       |       |          |
| 522 | 0-4    | 527         |       |       |       |       |          |

## Економіка
2010 року серед 11 037 осіб працездатного віку (15—64 років) 8568 були активними, 2469 — неактивними (показник активності 77,6%, у 1999 році було 75,3%). З 8568 активних мешканців працювало 7779 осіб (3906 чоловіків та 3873 жінки), безробітними було 789 (410 чоловіків та 379 жінок). Серед 2469 неактивних 1075 осіб було учнями чи студентами, 749 — пенсіонерами, 645 були неактивними з інших причин.

У 2010 році в муніципалітеті числилось 6640 оподаткованих домогосподарств, у яких проживали 16234,5 особи, медіана доходів виносила 22 446 євро на одного особоспоживача

## Міста-побратими
Містом-побратимом м. Брі-Конт-Робер є м. Городок Хмельницької області, Україна. 15 березня 2024 року був підписаний меморандум про співпрацю між містами мером м. Брі-Конт-Робер Жаном Лавіолеттом і головою Городоцької громади Неонілою Андрійчук. При підписанні меморандуму у зверненні до городоччан  мер міста Брі-Конт-Робер Жан Лавіолетт зазначив, що міста об’єднав видатний український мікробіолог Сергій Виноградський.